# Andreas Breidert

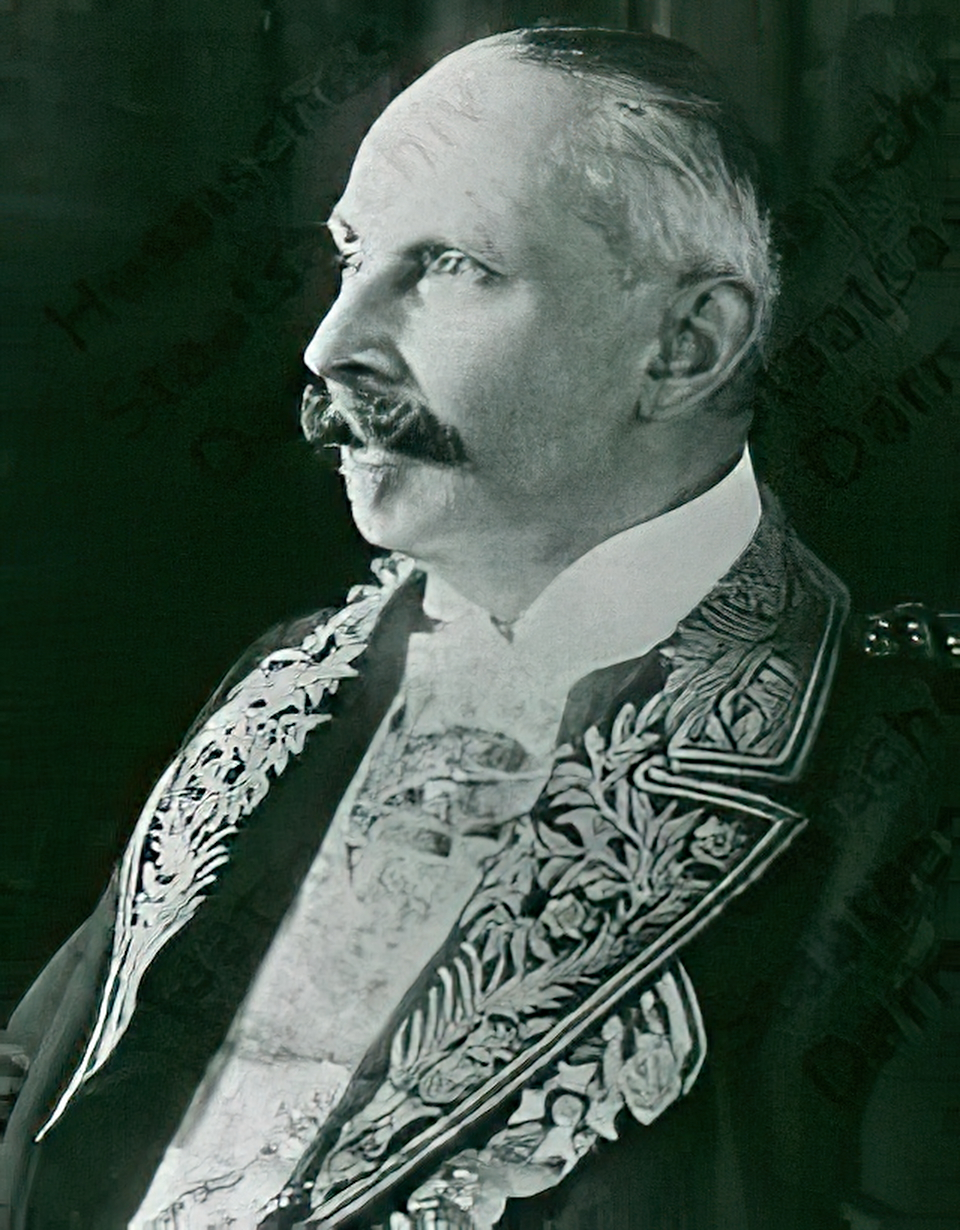
Andreas Breidert, ca. 1915

Andreas Wilhelm Martin August Breidert (* 14. September 1845 in Darmstadt; † 16. Juni 1920 ebenda) war Provinzialdirektor von Oberhessen und anschließend in Rheinhessen.

## Familie
Die Familie war evangelisch. Der Vater, Johann Georg Breidert (1807–1876), war Geheimer Ober-Baurat und Abgeordneter in der Zweiten Kammer der Landstände des Großherzogtums Hessen. Die Mutter war Henriette Caroline, geborene Schleiermacher.
Andreas Breidert heiratete 1875 Marie Aull (1857–1924).

## Karriere
Andreas Breidert studierte Rechtswissenschaften an der Universität Gießen., was er 1865 mit einer juristischen Promotion abschloss.
1868 trat er als Gerichtsakzessist in den Staatsdienst des Großherzogtums Hessen. 1872 war er Legationssekretär der großherzoglich-hessischen Gesandtschaft in Berlin. 1874 wurde er Kreisassessor am Kreisamt in Mainz, 1881 Ministerialsekretär im Staatsministerium des Großherzogtums und 1888 Kreisrat des Kreises Erbach. 1894 wechselte er in gleicher Funktion zum Kreis Worms. 1898 wurde er Ministerialrat im Ministerium des Innern. 1899 war er Mitglied der landesherrlichen Einweisungskommission (Landtagskommissar) für die Zweite Kammer des 31. Landtags der Landstände des Großherzogtums Hessen, der am 20. Dezember 1899 zusammentrat. 1902 wurde er Kreisrat des Kreises Gießen, eine Funktion, die mit der des Provinzialdirektors von Oberhessen verbunden war. 1910 wechselte er in gleicher Funktion und Ämterkombination als Kreisrat nach Mainz und wurde Provinzialdirektor von Rheinhessen. Dieses Amt war zusätzlich mit der Funktion eines landesherrlichen Territorialkommissars für die Bundesfestung Mainz verbunden. 1913 wurde er auf eigenen Wunsch pensioniert.

## Ehrungen
- 1873 Ritterkreuz des mecklenburgischen Hausordens der Wendischen Krone
- 1884 Kaiserlich Russischer St. Annenorden III. Klasse
- 1888 Königlich Preußischer Kronenorden III. Klasse
- 1895 Ritterkreuz I. Klasse des Verdienstordens Philipps des Großmütigen
- 1901 Komturkreuz II. Klasse des Verdienstordens Philipps des Großmütigen
- 1904 Geheimrat
- 1907 Königlich Preußischer Kronenorden II. Klasse
- 1912 Königlich Preußischer Roter Adlerorden II. Klasse
- 1912 Komturkreuz I. Klasse des Verdienstordens Philipps des Großmütigen
- 1913 Krone zum Komturkreuz I. Klasse des Verdienstordens Philipps des Großmütigen
- 1918 Großkomturkreuz II. Klasse des Ordens Stern von Brabant mit der Krone[6]